# Саррола-Каркопино
Саррола-Каркопино (фр. Sarrola-Carcopino, корс. Sarrula è Carcupinu) — коммуна во Франции, находится в регионе Корсика. Департамент коммуны — Южная Корсика. Входит в состав кантона Челаво-Меццана. Округ коммуны — Аяччо.
Код INSEE коммуны — 2A271.

## Население
Население коммуны на 2008 год составляло 1927 человек.
| 1962 | 1968 | 1975 | 1982 | 1990 | 1999 | 2008 |
| ---- | ---- | ---- | ---- | ---- | ---- | ---- |
| 511  | 534  | 508  | 812  | 1424 | 1801 | 1927 |

## Экономика
В 2007 году среди 1237 человек в трудоспособном возрасте (15—64 лет) 876 были экономически активными, 361 — неактивными (показатель активности — 70,8 %, в 1999 году было 65,3 %). Из 876 активных работало 777 человек (428 мужчин и 349 женщин), безработных было 99 (37 мужчин и 62 женщины). Среди 361 неактивных 104 человека были учениками или студентами, 105 — пенсионерами, 152 были неактивными по другим причинам.
В 2008 году в коммуне насчитывалось 683 облагаемых налогом домохозяйств, в которых проживали 1988 человек, медиана доходов составляла 18 055 евро на одного человека.